# Tunnel ferroviaire de Savio
Le tunnel ferroviaire de Savio (finnois : Savion rautatietunneli) est un tunnel  ferroviaire à  Kerava, Sipoo et Vantaa en Finlande.

## Présentation
Le tunnel ferroviaire de Savio est le plus long tunnel ferroviaire de Finlande.
La longueur du tunnel à voie unique est de 13 575 mètres.
Le tunnel fait partie du tronçon ferroviaire Savio-Vuosaari, c'est-à-dire a la ligne de Kerava à Vuosaari, et il commence du côté sud de la gare de Savio et se termine à côté du Kehä III dans le quartier Länsisalmi de Vantaa.
La plus grande partie du tunnel est à Vantaa, mais aussi aux municipalités de Kerava et Sipoo.
À Vantaa, le tunnel traverse, entre autres, les quartiers de Leppäkorpi, Jokivarsi, Päiväkumpu, Kuninkaanmäki, Itä-Hakkila, Hakunila et Ojanko,.
La partie du tunnel à Kerava comprend une zone forestière au sud de la zone d'activité de KerCa, et la partie du tunnel à Sipoo est la petite zone résidentielle de Myras entre Päiväkumpu et Jokivarsi à Vantaa.
L'excavation du tunnel a commencé en décembre 2004 et s'est achevée à l'automne 2006. L'excavation a coûté environ 71 millions d'euros.
Les rails ont été placés dans le tunnel le 23 avril 2008. Le tronçon ferroviaire  et le tunnel ont été ouverts à la circulation le 28 novembre 2008.
Le tunnel de Savio ne reçoit que du transport de marchandises, et seules les locomotives électriques Sr2 et Sr3 y sont utilisées, car l'humidité élevée du tunnel a causé des problèmes aux anciennes locomotives Sr1,.